# Lady Bird
Lady Bird (títol original en anglès: Lady Bird) és una pel·lícula estatunidenca de comèdia dramàtica de 2017, escrita i dirigida per Greta Gerwig. S'ha doblat al català.

## Argument
Christine McPherson, anomenada "Lady Bird", és una jove d'institut que estudia a Sacramento i que viu amb la seva mare autoritària. Secretament, intenta abandonar la seva ciutat, així com la seva mare i els seus propers, per estudiar a Nova York.

## Repartiment
- Saoirse Ronan: Christine "Lady Bird" McPherson
- Laurie Metcalf: Marion McPherson
- Tracy Letts: Larry McPherson
- Lucas Hedges: Danny O'Neill
- Timothée Chalamet: Kyle
- Beanie Feldstein: Julie Steffans
- Stephen McKinley Henderson: Pare Leviatch
- Lois Smith: Germana Sarah Joan
- Kristen Cloke: Mrs. Steffans
- Laura Marano: Diana Glass
- Jordan Rodrigues: Miguel McPherson
- John Karna: Greg Anrue
- Odeya Rush: Jenna Walton
- Jake McDorman: Mr. Bruno
- Kathryn Newton: Darlene
- Andy Buckley: Oncle Matthew
- Danielle Macdonald: Una jove filla
- Marielle Scott: Shelly Yuhan
- Bayne Gibby: Casey Kelly

## Premis i nominacions
- 2017: Globus d'Or a la millor pel·lícula musical o còmica i actriu musical o còmica (Saoirse Ronan)
- 2017: nominacions al Premis BAFTA: BAFTA al millor guió original (Greta Gerwig), BAFTA a la millor actriu secundària (Laurie Metcalf), BAFTA a la millor actriu  (Saoirse Ronan)
- 2017: Nominacions a l'Oscar: Oscar a la millor pel·lícula de l'any (Scott Rudin, Eli Bush, Evelyn O'Neill), Oscar a la millor actriu (Saoirse Ronan), Oscar a la millor actriu secundària (Laurie Metcalf), Oscar al millor guió original (Greta Gerwig)
- 2017: National Board of Review (NBR): Top 10, millor director i actriu secundària
- 2017: American Film Institute (AFI): Top 10 - Millors pel·lícules de l'any
- 2017: Cercle de Crítics de Nova York: Millor pel·lícula i actriu (Ronan)
- 2017: Crítics de Los Angeles: Millor actriu secundària i Nova generació

## Crítica
- Gerwig fa nota al llarg de tot el metratge com la trajectòria de la protagonista està condicionada pel fet de ser de classe treballadora en un país on l'ascensor social fa anys que es va espatllar[3]

- "La sensibilitat i l'humor amb el qual Gerwig maneja la proposta evidencia l'existència d'una autora amb una veu clara i concisa, a més d'un domini del quotidià que promet donar moltes alegries al públic i la crítica en el futur."[4]

- "[Una] joia de baix pressupost modesta i miraculosa que té vida pròpia (...) La veritable sorpresa és simplement l'honesta i personal que demostra ser (...) Tracta a cada personatge amb respecte"[5]

- "Un primer vol en solitari estel·lar de Greta Gerwig (...) Amb una escala modesta però creativament ambiciosa, funciona en els seus propis termes com una obra picant i agradable."[6]

- "Una pel·lícula plena de cor, intel·ligència i la saviesa irònica de la distància (...) 'Lady Bird' captura una època recent amb precisió i un polsim de nostàlgia atenta (…) Puntuació: ★★★★★ (sobre 5)"[7]